# 136
136 је била преступна година.

## Догађаји
- Почиње рат против Суеба.
- Цар Хадријан гони Јевреје из Галилеје, и добија славолук код Скитопоља.
- Римска провинција Јудеја (плус Галилеја) постаје Сирија Палеестина; назив Палестина као ознака за ову земљу користи се најмање од 5. века пне. (помиње Херодот).
- Хадријан диктира своје мемоаре у својој вили близу Тиволија (Тибур) изван Рима.
- Хадријан открива нову заверу међу одређеним сенаторима. Усваја Луција Елија за свог наследника.

- Епископ Хигиније наслеђује епископа Телесфора на трону епископа Рима.
- Епископ Елевтерија замењује епископ Феликс на трону епископа Византа.